# Proiecție (matematică)
În matematică o proiecție este o aplicație idempotentă a unei mulțimi (sau a altei structuri matematice) pe o submulțime (sau substructură). Restricția la un subspațiu al unei proiecții se numește tot proiecție, chiar dacă idempotența este pierdută.
Un exemplu zilnic de proiecție sunt umbrele de pe un plan (foaie de hârtie). Proiecția unui punct este umbra sa pe foaia de hârtie. Umbra unui punct de pe foaia de hârtie este acest punct în sine (idempotență). Umbra unei bile tridimensionale este un disc închis. Inițial, noțiunea de proiecție a fost introdusă în geometria euclidiană pentru a desemna proiecția spațiului euclidian cu trei dimensiuni pe un plan din el, precum exemplul umbrelor. Cele două proiecții principale de acest gen sunt:
- Proiecția dintr-un punct pe un plan sau proiecție centrală: dacă C este un punct, numit centrul de proiecție, atunci proiecția unui punct P diferit de C pe un plan care nu conține C este intersecția liniei CP cu planul. Punctele P situate astfel încât linia CP este paralelă cu planul nu au nicio imagine prin proiecție, dar se spune adesea că se proiectează într-un punct la infinitul planului (pentru formalizarea acestei terminologii v. geometrie proiectivă). Proiecția însăși a punctului "C" nu este definită.

- Proiecția paralelă cu o direcție D, pe un plan sau proiecția paralelă: imaginea unui punct P este intersecția cu planul a dreptei paralele cu D care trece prin P (formalizarea se bazează pe spațiu afin).

În matematică conceptul de proiecție este foarte vechi, cel mai probabil își are rădăcinile în fenomenul umbrelor aruncate pe sol de obiectele din lumea reală. Această idee rudimentară a fost rafinată și abstractizată, mai întâi într-un context geometric și mai târziu în alte ramuri ale matematicii. De-a lungul timpului s-au dezvoltat diferite versiuni ale conceptului, dar astăzi, într-un cadru suficient de abstract, aceste variații pot fi unificate.
În cartografie, o proiecție cartografică este o hartă a unei părți a suprafeței Pământului pe un plan, care, în unele cazuri, dar nu întotdeauna, este restricția unei proiecții în sensul de mai sus. Proiecțiile 3D sunt, de asemenea, baza teoriei perspectivei.
Nevoia de unificare a celor două tipuri de proiecții și de definire a imaginii printr-o proiecție centrală a oricărui punct diferit de centrul de proiecție sunt la originea geometriei proiective. Însă o transformare proiectivă este o bijecție a unui spațiu proiectiv, o proprietate care nu o au proiecțiile care fac subiectul acestui articol.

## Definiție

Comutativitatea acestei diagrame este universalitatea proiecției pentru orice funcție f și mulțime X

Într-un cadru abstract se poate spune că în general o proiecție este o aplicație a unei mulțimi (sau a unei structuri matematice) care este idempotentă, ceea ce înseamnă că o proiecție este identică cu o compunere cu ea însăși. De asemenea, o proiecție se poate referi la o aplicație care are o inversă corectă. Ambele noțiuni sunt strâns legate, după cum urmează. Fie p o aplicație idempotentă a unei mulțămi A pe ea însăși (prin urmare p ∘ p = p) și B = p(A) imaginea lui p. dacă se notează cu {\displaystyle \pi } aplicația p văzută ca aplicație a A pe B și cu i injecția lui B pe A (astfel încât p = i ∘ {\displaystyle \pi }), atunci există {\displaystyle \pi } ∘ i = IdB (astfel ca {\displaystyle \pi } să aibă o inversă corectă). Invers, dacă {\displaystyle \pi } este inversa corectă, atunci {\displaystyle \pi } ∘ i = IdB implică faptul că i ∘ {\displaystyle \pi } este idempotentă.

## Aplicații
Noțiunea originală de proiecție a fost extinsă sau generalizată la diferite situații matematice, frecvent, dar nu întotdeauna, legate de geometrie, de exemplu:
- La proiecțiile din teoria mulțimilor.
- La proiecțiile din algebra liniară, cum ar fi proiecția ortogonală.
- La bază de date și limbaje de interogare.
- În geometria sferică, proiecția unei sfere pe un plan a fost folosită încă de Ptolemeu în lucrarea sa, Planisphaerium. Metodele sunt proiecția stereografică și cea gnomonică.
- În topologie și topologia diferențială.
- La proiecțiile vectorilor unul pe altul în cazul produsului scalar (cartezian).
- În teoria categoriilor, noțiunea precedentă de produs cartezian este generalizată.